# Terriers de tipo bull

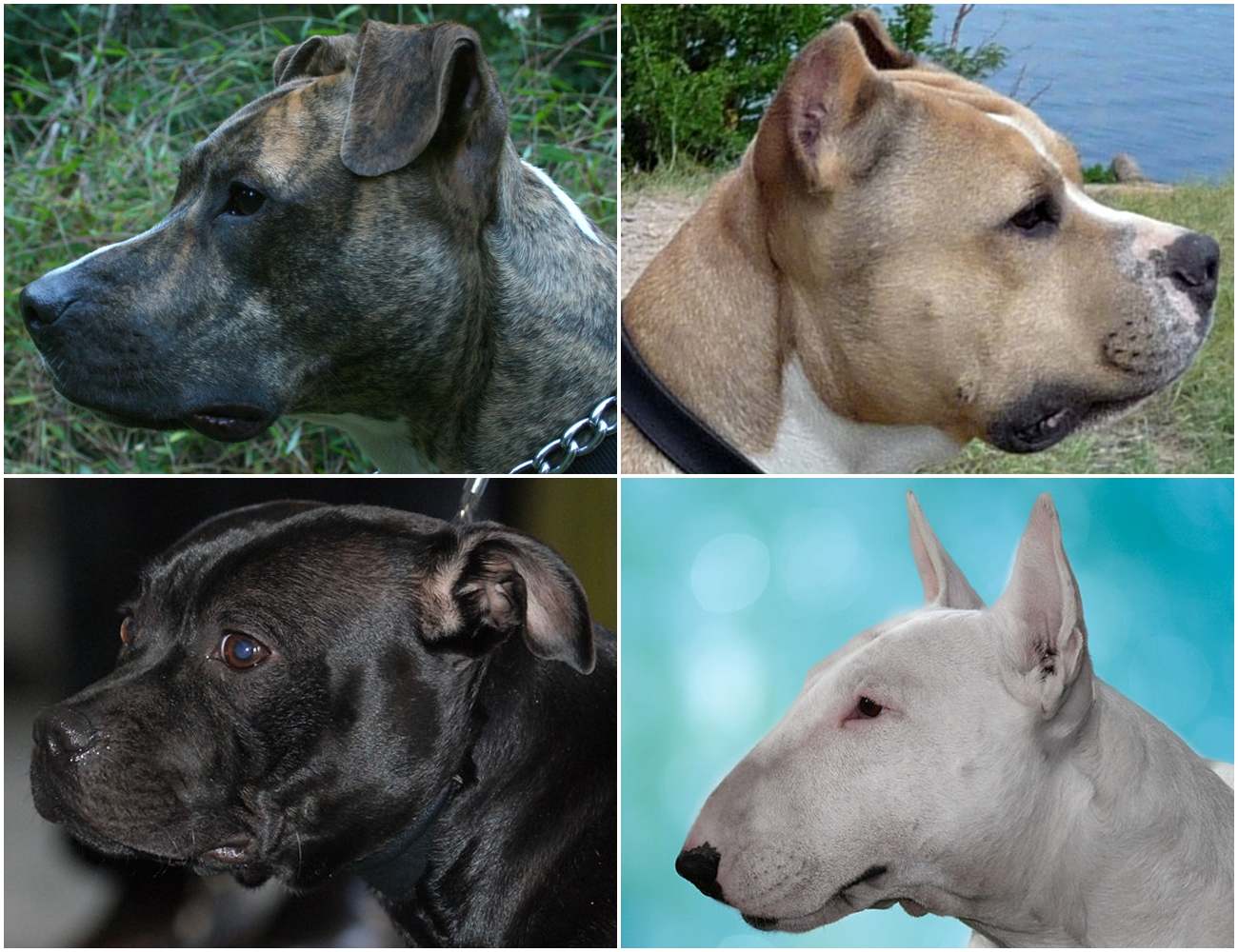
Algumas raças terrier de tipo bull (sentido horário: American Pit Bull Terrier, American Staffordshire Terrier, Bull Terrier e Staffordshire Bull Terrier)

Terriers de tipo bull são uma subdivisão de cães do tipo terrier. É também uma seção do grupo terrier na FCI (em francês: Fédération Cynologique Internationale). Todas as raças puras da categoria terrier de tipo bull compartilham a mesma fundação genética no cruzamento entre raças do tipo bulldog e terrier (formando o Bull and Terrier).

## Raças

### Remanescentes
- American Pit Bull Terrier
- American Staffordshire Terrier
- Boston Terrier (discutível)
- Bull Terrier
- Bull terrier miniatura
- Staffordshire bull terrier

### Extintas
- Blue Paul Terrier
- Bull and Terrier (antecessor de todos os terrier de tipo bull)